# Ramie
Die Ramie (Boehmeria nivea), auch Chinagras oder Chinesische Nessel, ist eine Pflanzenart aus der Familie der Brennnesselgewächse (Urticaceae). Ramie ist im tropischen Ostasien beheimatet und wird traditionell in Asien, teils aber auch in Südamerika und vereinzelt in Europa als Faserpflanze angebaut.

## Beschreibung
Die Ramie ist eine nur schwach verzweigte, ausdauernde, krautige Pflanze und kann ein Alter von bis zu 20 Jahren erreichen. Aus dem Wurzelstock aus Rhizomen und Speicherwurzeln wachsen 50–150 cm (in Kultur bis zu 3 m) hohe und bis 20 mm dicke, hohle Stängel. Die oberen Stängel, die Zweige und die 2,5–11 cm langen Blattstiele sind dicht behaart mit steifen, festen und abstehenden Haaren.
Die wechselständigen, einfachen und gestielten Laubblätter sind 5–18 cm lang und 3,5–16 cm breit, eiförmig bis rundlich, zugespitzt bis geschwänzt und mit feiner oder gröber gezähntem bis gesägtem Rand. Sie sind auf der Unterseite mehr oder weniger weißlich behaart, gelegentlich hellgrün mit weißer, borstige Behaarung auf den Blattadern, die Oberseite ist leicht rau und nur schwach behaart. Der Blattgrund ist keilförmig bis gestutzt oder leicht herzförmig. Die Nervatur ist dreizählig. Die 7–11 mm langen, intrapetiolaren Nebenblätter sind eilanzettlich und entweder verwachsen und zweispaltig oder unverwachsen.

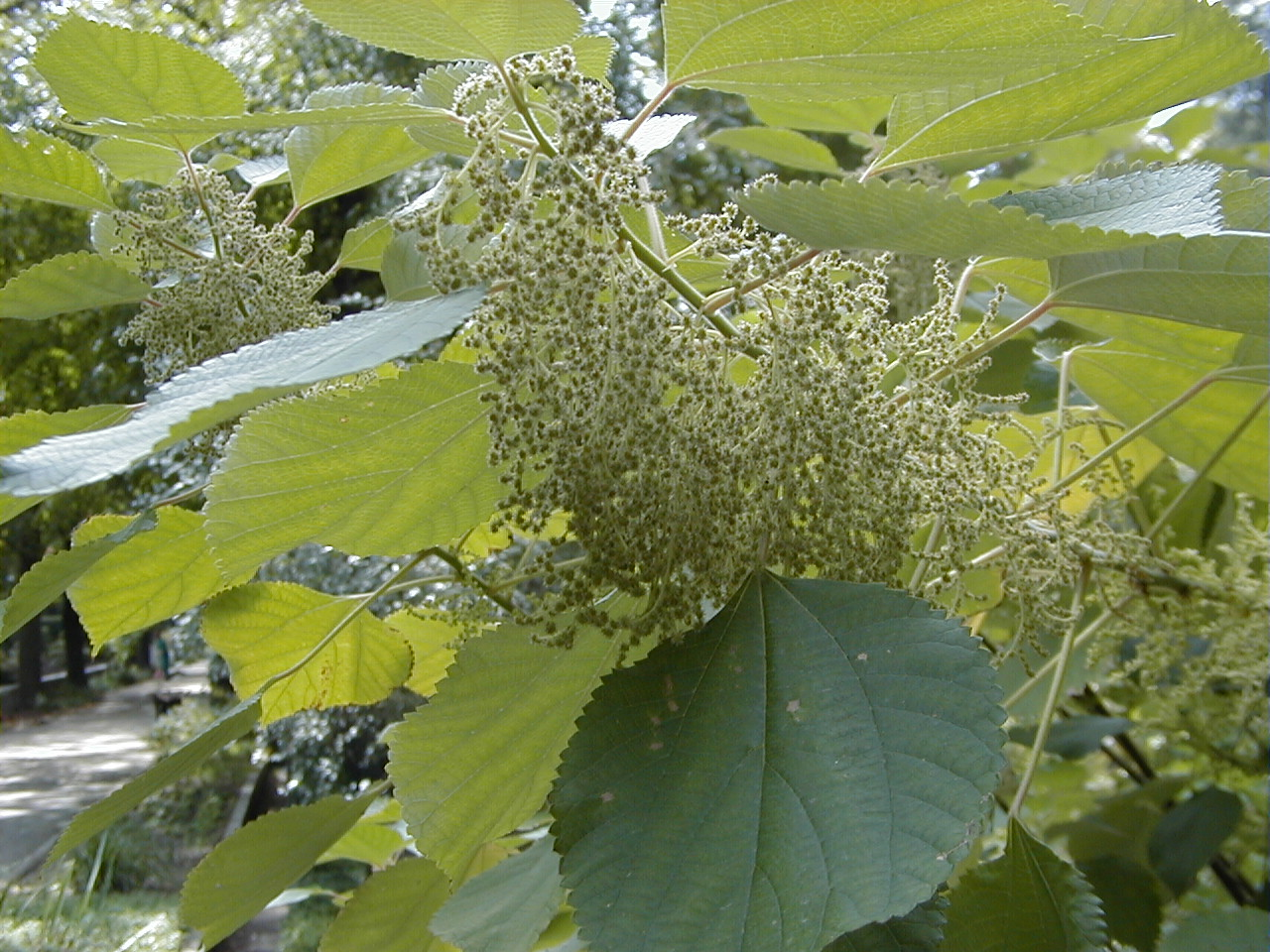
Blühende Ramie

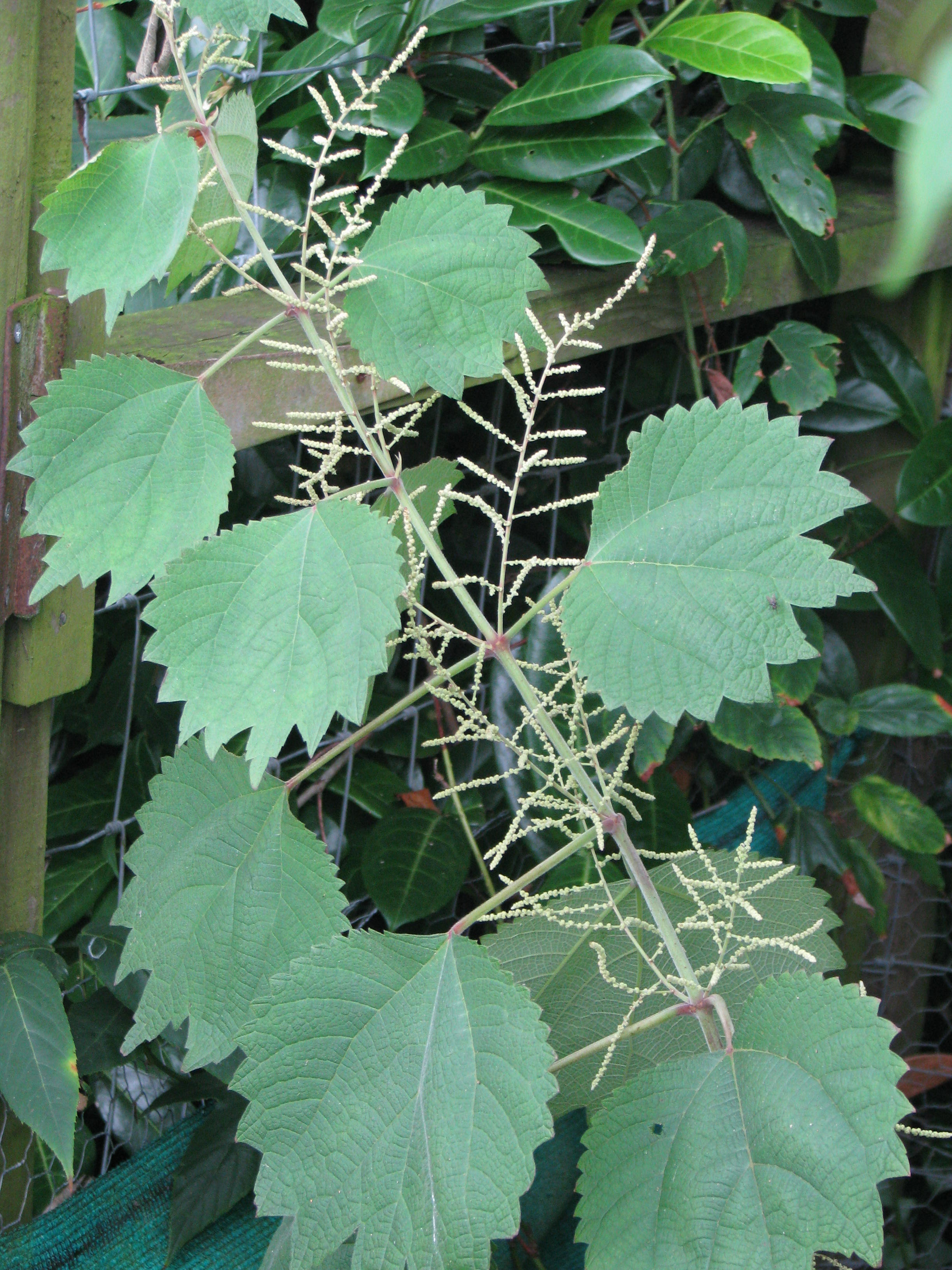
Ramie (Boehmeria nivea)

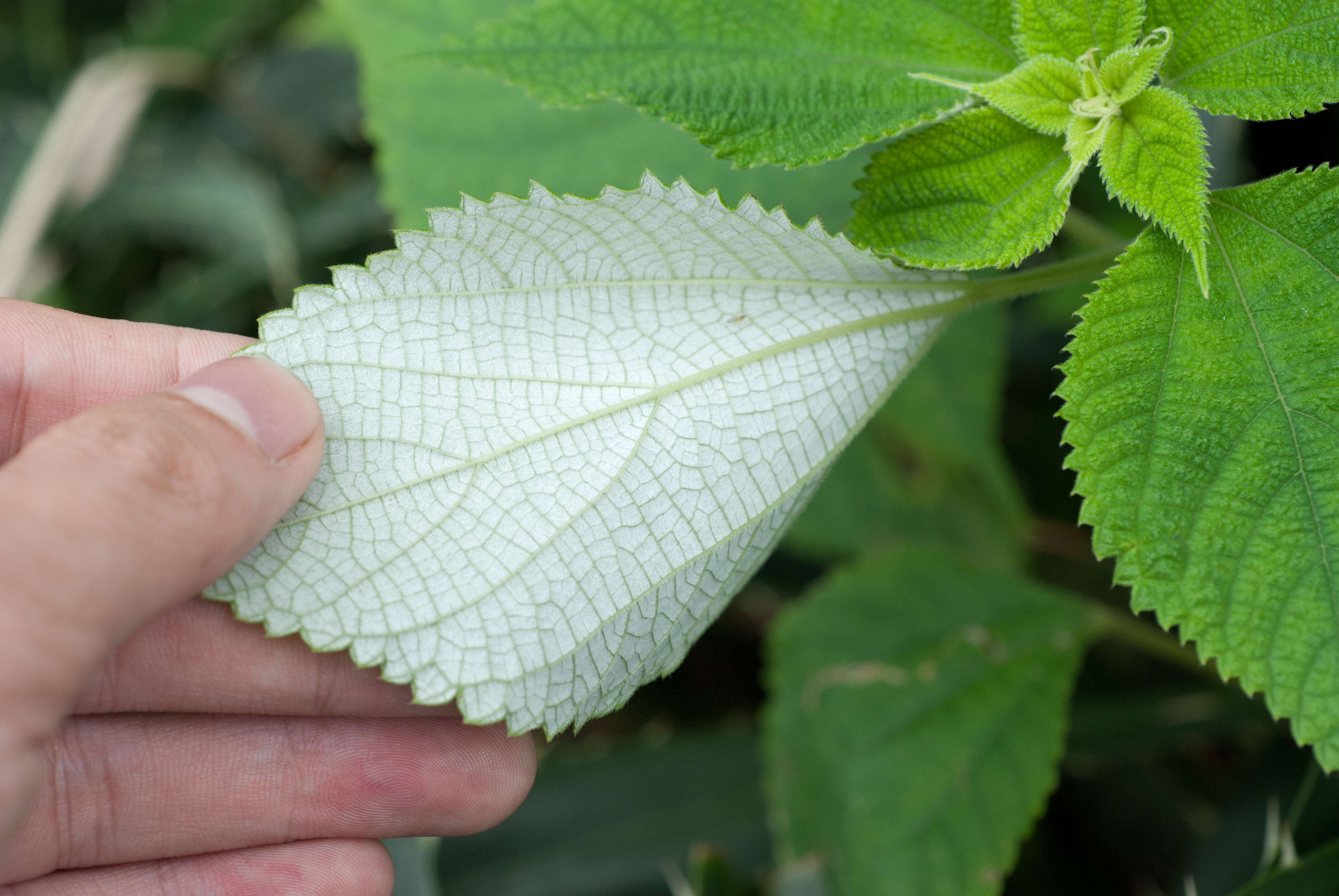
Blätter mit Blattunterseite

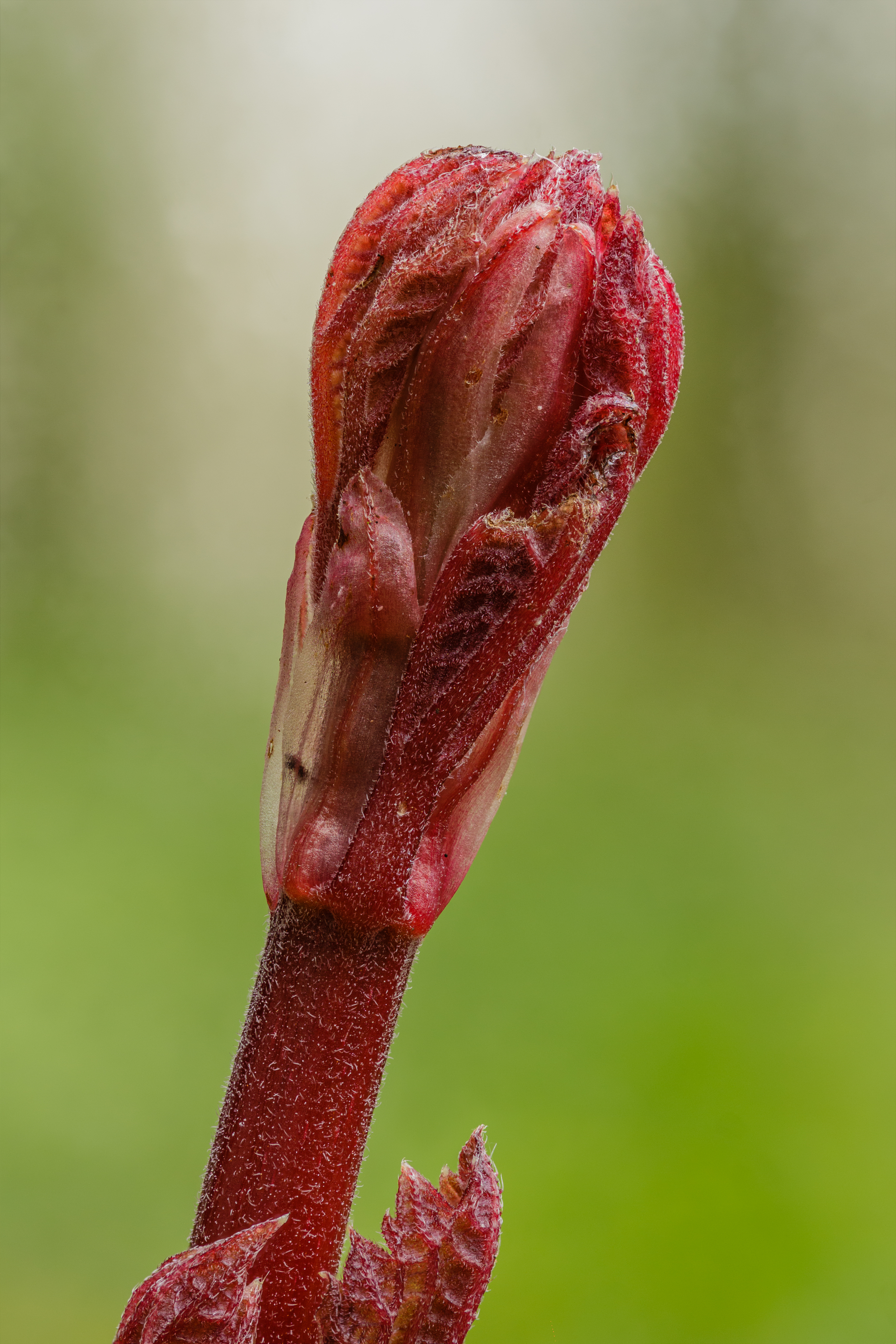
Rote, auftauchende Blattknospe.

Die Pflanzen sind einhäusig monözisch, die Blütezeit ist von Mai bis August. Die mehr oder weniger verzweigten rispigen oder traubigen und ährigen Blütenstände sind kürzer als die Blattstiele und entspringen den Blattachseln ausgewachsener oder bereits abgefallener Blätter. An ihnen stehen die sehr kleinen, eingeschlechtlichen Blüten mit einfacher Blütenhülle in kleinen Knäueln, an meist separaten Blütenständen. Im oberen Teil der Zweige sitzen dabei die weiblichen Blüten, im unteren Teil die männlichen, letztere können allerdings auch fehlen.
Die kleinen männlichen Glomeruli (Blütenknäuel) sind wenigblütig, die weiblichen sind viel reichblütiger. Die kurz gestielten männlichen Blüten mit drei- bis fünfteiligem und bis zur Hälfte geteiltem Perianth sind 1,5 mm lang sowie behaart. Es sind 3–5 vorstehende Staubblätter und ein winziger Pistillode vorhanden. Die winzigen, sitzenden, behaarten weiblichen Blüten sind röhrig mit 2–4 Zähnchen und 0,6–0,8 mm lang, die vorstehende, fadenförmige, haarige, federige Narbe, des einkammerigen Stempels, ist rund 1 mm lang. Das fruchtende Perianth ist etwa eiförmig und am Ansatz kurz stängelartig abgeschnürt und rund 1 mm lang, die Spitze ist gezähnt.
Die Pflanzen werden durch den Wind bestäubt.
Die von September bis November reif werdenden winzigen Früchte sind etwa eiförmige, bis zu 0,6 mm lange, behaarte bis kahle Achänen.
Die Chromosomenzahl beträgt 2n = 28 oder 42 oder 56.

## Verbreitung
Die Pflanze ist eine in Ost- und Südostasien (China, Bhutan, Kambodscha, Indien, Indonesien, Japan, Korea, Laos, Nepal, Thailand, Vietnam) weitverbreitete Wildpflanze. Sie findet sich an Straßenrändern, Waldrändern, zwischen Gesträuch und auf feuchten Standorten an Wasserläufen in Höhenlagen von 200–1700 m.

## Systematik
Die Art gilt als sehr variabel und ist systematisch noch nicht ausreichend abgegrenzt. Derzeit werden zwei Varietäten unterschieden:
- Boehmeria nivea var. nivea: mit unterseits weißfilzigen Blättern, ausschließlich in Kultur oder als Kulturflüchtling
- Boehmeria nivea var. tenacissima (Gaudich.) Miq.: ohne filzige Blattunterseite

## Verwendung

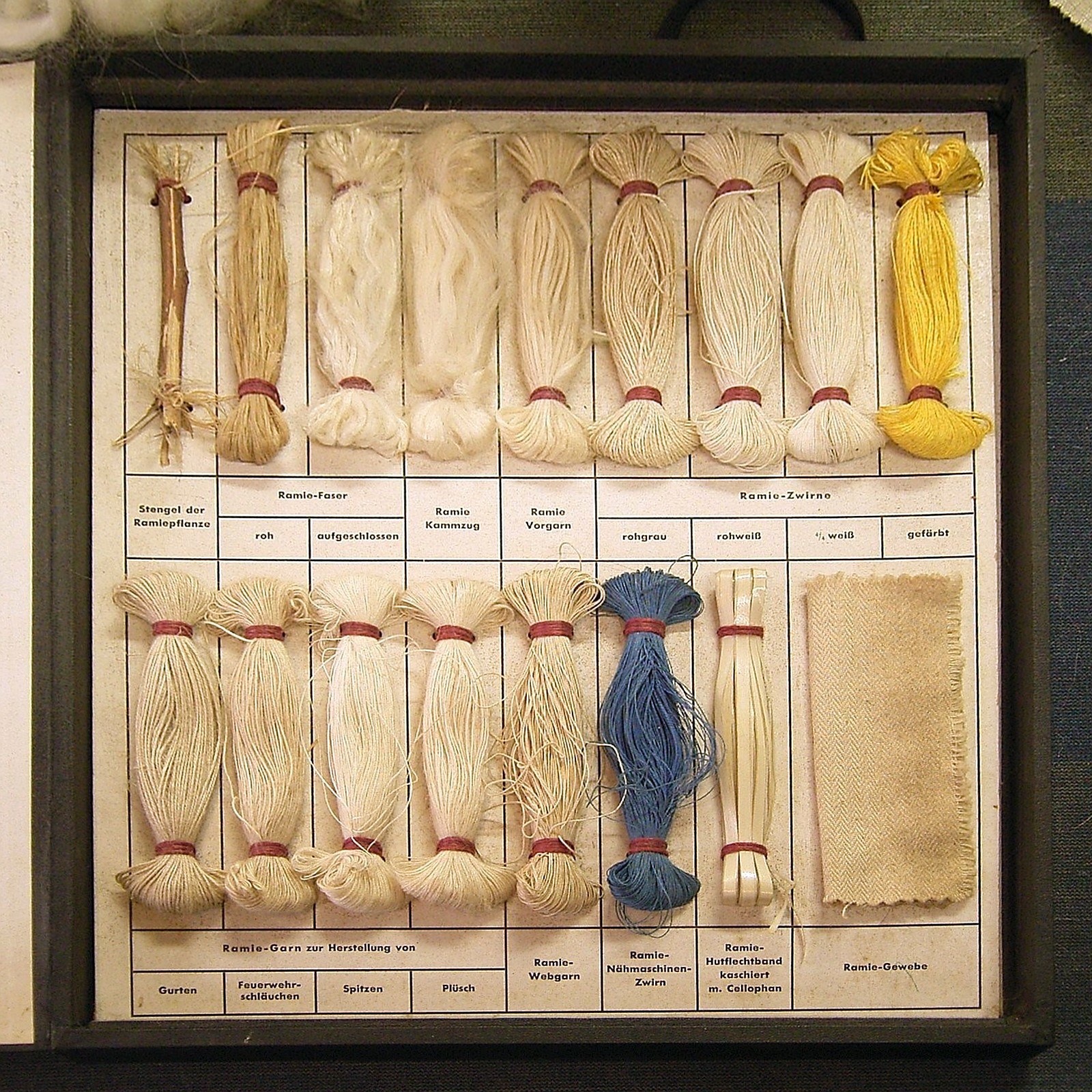
Muster von Ramiefaser, -garn und -gewebe im Wülfing-Museum

Textilien aus Ramiefasern sind erstmals in ägyptischen Mumienbinden aus der Zeit zwischen 5000 und 3300 v. Chr. bezeugt. In China wird sie seit etwa 3000 Jahren als Faserpflanze kultiviert. Damit gehört die Ramie zu den ältesten Faserpflanzen der Welt. Im frühen 18. Jahrhundert gelangte die Pflanze erstmals nach Europa, Nord- und Südamerika.
Im Jahr 2000 wurden weltweit über 170.000 Tonnen Fasern aus der Ramie erzeugt, rund doppelt so viel wie aus Hanf. Damit ist sie die siebtwichtigste Naturfaser weltweit. Hauptproduktionsländer sind mit gut 75 % der Weltproduktion China (hier Gansu, Henan, Hubei, Hunan, Shaanxi und Sichuan) sowie die Philippinen, Indien und Brasilien. Diese Länder sind zugleich die Hauptverbraucher, auf dem Weltmarkt tritt die Faser daher nur bedingt in Erscheinung. Die wichtigsten Importländer sind Japan, Deutschland, Frankreich und Großbritannien.
In Südkorea dient die Ramie oft in Kombination mit der Seide zur Herstellung des Hanbog (한복) und des Baji Jeogoli (바지 저고리). Der Hanbog ist ein koreanisches traditionelles Rockkleid, welches eine auf der Mongolenzeit basierende Gestalt hat. Und der Baji Jeogoli oder auch Baji Jeogori ist ein koreanisches Gewand, welches auf der Höhe zwischen Bauchbereich und Brustbereich eine Kordel für das Zuschnüren hat und auf Brusthöhe ein breites Schleifenband für die Einstellung des Kragenbereichs hat.

### Verwendung als Faserpflanze
Hauptartikel: Ramiefaser
Die Ramiefasern werden aus dem Bastteil des Stängels gewonnen, sie machen bis zu 15 % der Pflanze aus und sind 40–350 mm lang und 40–50 Mikrometer stark. Sie werden nass versponnen und zeichnen sich durch eine mit 393–1050 MPa sehr hohe Zugfähigkeit aus. Dichte und Absorptionsfähigkeit der groben Faser (25–30 Mikrometer) ähneln der von Leinen. Haupteinsatzgebiet ist der Gebrauch als Textilfaser.
Als reine Faser ergibt Ramie leichte Gewebe, die Leinen ähneln. Wegen seiner geringen Widerstandsfähigkeit und Elastizität wird Ramiefaser jedoch meist als Beimischung zu anderen Textilfasern verwendet. Dabei erhöht es den Glanz und die Stärke von Baumwollfasern und verringert das Schrumpfen der Wollfaser. Ihr Einsatz in diesem Bereich der Wollmischungen ist jedoch eher als exotisch anzusehen.
Obwohl die Ramiefaser als äußerst hochwertig gilt, kann sie aufgrund ihrer relativ aufwändigen Verarbeitung, die nach wie vor nicht vollständig automatisierbar ist, auf dem Textilmarkt bisher nicht preislich mit anderen Naturfasern wie Baumwolle, Wolle oder Leinen konkurrieren.

### Andere Verwendungen
Ramiefasern werden auch in der Seilerei und der Papierproduktion verwendet. Insbesondere kurzfaserige Faserreste werden in der Produktion von hochwertigem Spezialpapier verarbeitet (Banknoten, Zigarettenpapier).
Die Blätter und die jungen Enden der Sprossachse werden als Futter für Rinder, Schweine und Geflügel eingesetzt. Bei der Fütterung ist allerdings der hohe Mineralgehalt der Pflanzen zu berücksichtigen, dem durch Kupfersulfatgaben als Zuschlagstoff gegengesteuert werden muss. Junge Blätter dienen als Futter für Seidenraupen.
In Asien wird die Pflanze darüber hinaus auch medizinisch verwendet, sie soll beispielsweise gegen Fieber und bei Infektionen der Harnröhre helfen.
Die Wurzeln sind zwar essbar, doch stark gewöhnungsbedürftig.

### Anbau
Die Ramie schätzt gut drainierte, entwässerte, sehr nährstoffreiche und luftige, lockere Böden. Gegen Krankheiten und Schädlinge ist sie weitgehend resistent, aufgrund ihrer Wüchsigkeit verdrängt sie Unkräuter. Als ursprünglich subtropische bzw. tropische Pflanze ist sie allerdings frostempfindlich. Ein Anbau in gemäßigten Zonen ist daher problematisch, da die Rhizome im Winter zu erfrieren drohen.
Anbauversuche in Süddeutschland ergaben zwei, in Mittelitalien drei mögliche Ernten im Jahr. Unter tropischen Bedingungen können bis zu sechs Ernten pro Jahr erzielt werden.
Pro Hektar werden zwischen acht und 20 Tonnen Grünmasse geerntet, der Faserertrag kann ca. 1,5 Tonnen betragen.